# Comune di Zeta

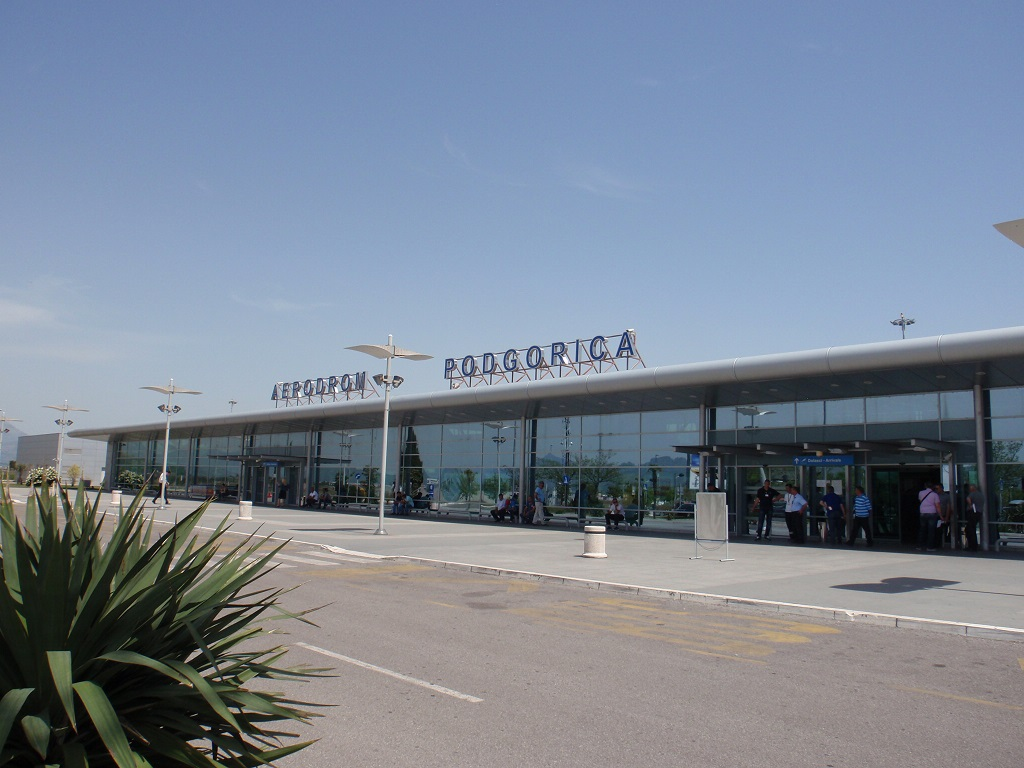
L'aeroporto di Podgorica presso Golubovci, nel comune di Zeta

Zeta (in montenegrino: Oпштина Ӡeтa, traslitterato Opština Zeta) è un comune del Montenegro situato nel sud-est del Paese. La sede amministrativa della municipalità è Golubovci, che fino al 16 agosto 2022 era un comune cittadino della capitale Podgorica.

## Geografia fisica
Golubovci, il capoluogo della municipalità, è ubicato a nord del lago di Scutari, a circa 15 km a sud di Podgorica, nella fertile pianura di Zeta (Zetska ravnica), il cui nome deriva da una radice antica che significa "raccolto" o "grano" (le corrispondenti parole in montenegrino moderno sono žetva e zito).

## Suddivisione amministrativa
Il comune comprende le seguenti località, compresa la sede dell'amministrazione comunale: Balabani, Berislavci, Bijelo Polje, Bistrice, Botun, Donja Cijevna, Golubovci (Anovi, Gošići), Goričani, Gostilj, Kurilo, Ljajkovići, Mahala, Mataguži, Mitrovici, Mojanovići, Ponari, Srpska, Šušunja, Vranjina e Vukovci.

## Storia
Con l'adozione della legge sulla capitale nel 2005 e con le modifiche alla legge suddetta operative dal 2016, dall'ex comune di Podgorica sono stati scorporati i comuni cittadini di Golubovci e Tuzi, i quali hanno ricevuto un maggiore grado di autonomia e lo status di "comune all'interno della capitale". Dopo Tuzi il 1º settembre 2018, anche Golubovci è diventato un comune indipendente il 18 agosto 2022, ribattezzato con il nome attuale.

## Demografia
Secondo il censimento del 2011, nel comune c'erano 16.231 abitanti comprendendo le 19 località facenti parte del comune stesso. Secondo i risultati preliminari del censimento del 2023, quell'anno la popolazione era di 16.206 abitanti.

### Composizione etnica (anno: 2011)
- Montenegrini: 10.574 (65,15%)
- Serbi: 4.190 (25,81%)
- Altre etnie: 1.467 (9,04%)

Totale: 16.231 abitanti.

## Sport
Nel comune di Zeta ci sono numerosi club sportivi: le squadre di calcio Zeta, Ilarion e Olimpiko, quelle di basket Vukovi Zeta e KK Zeta 2011, la squadra di atletica Zeta, quella di judo Miloš Stanković, quella di pallamano femminile Zeta, i club di karate Vukovi, Karate Club Condor, Bratstvo e Zeta, il kickboxing club Zeta.